# Perileptus dentifer
Perileptus dentifer är en skalbaggsart som beskrevs av Darlington 1935. Perileptus dentifer ingår i släktet Perileptus och familjen jordlöpare. Inga underarter finns listade i Catalogue of Life.